# Kaczyn Stary
Kaczyn Stary – wieś w Polsce położona w województwie podlaskim, w powiecie wysokomazowieckim, w gminie Czyżew. Leży nad rzeką Brok.
W latach 1975–1998 miejscowość administracyjnie należała do województwa łomżyńskiego.
Wierni kościoła rzymskokatolickiego należą do parafii św. Stanisława Biskupa i Męczennika w Dąbrowie Wielkiej.

## Historia
W roku 1921 Kaczyn Stary. Naliczono tu 34 budynki z przeznaczeniem mieszkalnym oraz 230 mieszkańców (102 mężczyzn i 128 kobiet). Wszyscy zgłosili narodowość polską.

## Majątek szlachecki
Kaczyn Stary i Kaczyn-Herbasy stanowiły niegdyś własność rodu Kaczyńskich herbu Pomian. Z okolicy wywodzili się m.in. przodkowie Rajmunda Kaczyńskiego (ojca prezydenta Polski Lecha Kaczyńskiego i byłego premiera Jarosława Kaczyńskiego). Tu urodził się ks. Zygmunt Kaczyński.

## Szkoła
W 1920 roku 1. klasowa szkoła powszechna liczyła 67 uczniów, w 1922 – 42, 1923 – 46, 1924 – 38, 1925 – 42 uczniów. W roku 1930 szkoły nie było. 
Nauczyciele: 1924, 1925 – Winogrodzki Albin, 1941 - Kaczyńska Maria.